# Regierung Stanislav Gross
Die Regierung Gross bzw. Regierung Stanislav Gross bildete die Tschechische Regierung vom 4. August 2004 bis zum 25. April 2005. In ihr waren Mitglieder der sozialdemokratischen Partei ČSSD, der christdemokratischen KDU-ČSL und der "Freiheitsunion" (US-DEU) vertreten.
Nach dem Rücktritt von Vladimír Špidla nach dem schlechten Abschneiden der ČSSD bei den Europawahlen vom Amt des Regierungschefs und vom Parteivorsitz wurde der erst 34-jährige bisherige Innenminister und geschäftsführende Vorsitzende der Sozialdemokraten Stanislav Gross von Staatspräsident Václav Klaus Ende Juli 2004 mit der Bildung einer neuen Regierung beauftragt. Gross setzte die bisherige Koalition fort und wurde am 4. September 2004 als neuer Premier angelobt. Am 25. August 2004 wurde die Regierung mit den Stimmen der 101 Abgeordneten der Koalition (bei 200 Sitzen) vom tschechischen Abgeordnetenhaus bestätigt.
In eine Krise geriet das Kabinett Anfang 2005, als in den Medien Vorwürfe gegen den Premier aufgrund einer Immobilienaffäre erhoben wurden. Gross hatte Probleme, die Herkunft der Geldmittel offenzulegen, mit denen er den Kauf einer Wohnung in Prag finanzierte. Zudem bahnte sich mit dem Vertreter des linken Parteiflügels Zdeněk Škromach ein Machtkampf um den Vorsitz der ČSSD an, in dem Gross noch nicht bestätigt worden war. Die Immobilienaffäre führte zu erheblicher Kritik an Gross und Rücktrittsforderungen seitens der Koalitionspartner, besonders der Christdemokraten unter Führung von Miroslav Kalousek. In den Medien wurde schon über vorgezogene Neuwahlen spekuliert. Die Regierungskrise eskalierte, nachdem sich Gross am 29. März 2005 gegen Škromnach mit 53 % bei der Wahl zum Parteivorsitzenden durchsetzte. Daraufhin kündigte Kalousek den Rückzug der Minister der KDU-ČSL aus der Regierung an. Weitere Minister folgten diesem Schritt. Gross spekulierte auf eine Fortsetzung seiner Regierung als Minderheitsregierung unter Tolerierung der kommunistischen KSČM, zumal sie Gross indirekt dabei halfen, am 1. April 2005 ein Misstrauensvotum des Parlamentes zu überstehen. Da sich die kommunistischen Abgeordneten enthielten, gelang es der ODS und der KDU-ČSL nämlich nicht, die für den Sturz der Regierung erforderlichen 101 Stimmen zusammenzubekommen. Jedoch sprachen sich 78 Abgeordnete für den Sturz der Regierung aus, 76 Abgeordnete stimmten gegen den Sturz und 44 enthielten sich. Damit hatte die Regierung selbst auch keine Gestaltungsmehrheit im Parlament mehr. Letztendlich trat Gross am 25. April 2005 doch noch zurück und machte damit den Weg frei für eine weitere Erneuerung der Koalition zwischen ČSSD, der christdemokratischen KDU-ČSL und der "Freiheitsunion" (US-DEU), der mittlerweile dritten Bildung einer solchen Regierungskonstellation in der laufenden Legislaturperiode. Neuer Premier wurde Jiří Paroubek.

## Zusammensetzung der Regierung
| Ressort                                                           | Minister          | Partei/ nominiert von | Partei/ nominiert von |
| ----------------------------------------------------------------- | ----------------- | --------------------- | --------------------- |
| Ministerpräsident                                                 | Stanislav Gross   |                       | ČSSD                  |
| 1. stellv. Ministerpräsident und Minister für Arbeit und Soziales | Zdeněk Škromach   |                       | ČSSD                  |
| stellv. Ministerpräsident für Wirtschaft                          | Martin Jahn       |                       | parteilos/ČSSD        |
| stellv. Ministerpräsident und Justizminister                      | Pavel Němec*      |                       | US-DEU                |
| stellv. Ministerpräsident und Verkehrsminister                    | Milan Šimonovský* |                       | KDU-ČSL               |
| Innenminister                                                     | František Bublan  |                       | parteilos/ČSSD        |
| Minister und Vorsitzender der Legislativrates                     | Jaroslav Bureš*   |                       | parteilos/ČSSD        |
| Verteidigungsminister                                             | Karel Kühnl*      |                       | US-DEU                |
| Minister für Informatik                                           | Vladimír Mlynář*  |                       | US-DEU                |
| Außenminister                                                     | Cyril Svoboda*    |                       | KDU-ČSL               |
| Umweltminister                                                    | Libor Ambrozek*   |                       | KDU-ČSL               |
| Finanzminister                                                    | Bohuslav Sobotka  |                       | ČSSD                  |
| Minister für Regionalentwicklung                                  | Jiří Paroubek     |                       | ČSSD                  |
| Ministerin für Bildung, Jugend und Sport                          | Petra Buzková     |                       | ČSSD                  |
| Gesundheitsministerin                                             | Milada Emmerová   |                       | ČSSD                  |
| Kulturminister                                                    | Pavel Dostál      |                       | ČSSD                  |
| Minister für Industrie und Handel                                 | Milan Urban       |                       | ČSSD                  |
| Landwirtschaftsminister                                           | Jaroslav Palas    |                       | ČSSD                  |

Die mit einem Sternchen (*) gekennzeichneten Minister hatten ihren Rücktritt bereits einen Monat vor der Demission der gesamten Regierung erklärt, waren aber nicht mehr ersetzt worden und daher vom Staatspräsidenten mit der vorläufigen Fortführung des Amtes beauftragt worden.